# New Preston
New Preston é uma Região censo-designada localizada no estado americano de Connecticut, no Condado de Litchfield.

## Demografia
Segundo o censo americano de 2000, a sua população era de 1110 habitantes.

## Geografia
De acordo com o United States Census Bureau tem uma área de
20,3 km², dos quais 19,1 km² cobertos por terra e 1,2 km² cobertos por água. New Preston localiza-se a aproximadamente 158 m acima do nível do mar.

## Localidades na vizinhança
O diagrama seguinte representa as localidades num raio de 24 km ao redor de New Preston.